# Maria Przybylska
Maria Przybylska – polska fizyk,  dr hab. nauk fizycznych, profesor nadzwyczajna i dyrektor Instytutu Fizyki Wydziału Fizyki i Astronomii Uniwersytetu Zielonogórskiego.

## Życiorys
10 listopada 1999 obroniła pracę doktorską Addytywne i multiplikatywne uogólnienia równania Laxa-von Neumanna, 25 listopada 2009 habilitowała się na podstawie pracy zatytułowanej Zastosowanie różniczkowej teorii Galois do badania całkowalności jednorodnych równań Hamiltona i Newtona. Otrzymała nominację profesorską. Pracowała w Centrum Astronomii na Wydziale Fizyki, Astronomii i Informatyki Stosowanej Uniwersytetu Mikołaja Kopernika w Toruniu.
Objęła funkcję profesor nadzwyczajnej i dyrektor w Instytucie Fizyki na Wydziale Fizyki i Astronomii Uniwersytetu Zielonogórskiego.